# باتريك كونولي
باتريك كونولي (بالإنجليزية: Patrick Connolly)‏ هو محامي أيرلندي، ولد في 1926 في Oldtown, Dublin ‏ في جمهورية أيرلندا، وتوفي في 7 يناير 2016 في Dalkey ‏ في جمهورية أيرلندا. شغل منصب المدعي العام لأيرلندا في الفترة (10 مارس 1982-16 أغسطس 1982).